# 2-й Северокаролинский пехотный полк
2-й Северокаролинский пехотный полк (2nd North Carolina Infantry Regiment) представлял собой один из пехотных полков армии Конфедерации во время Гражданской войны в США. Участвовал во всех сражениях Северовирджинской армии и сдался со всей армией во время капитуляции при Аппоматтоксе.
Этот полк не стоит путать с 2-м Северокаролинским полком Континентальной армии, который существовал с 1775 по 1783 годы.

## Формирование
Полк был сформирован в Гарисберге в мае 1861 года и первые дни насчитывал 1300 человек. Его роты были набраны в округах Нью-Хановер, Уильсон, Сарри, Картерет, Даплин, Джилфорд, Сэмпсон, Гревен, Джонс и Памлико. Первым командиром полка стал полковник Чарльз Тью. Подполковником губернатор назначил Уильяма Бинама, майором стал Уильяма Кокс. Полк имел следующий ротный состав:
- Рота A (1) — «Rifle Rangers» — Округ Нью-Хановер — Капитан Эдвард Холл (позже стал полковником 46-го северокаролинского полка)
- Рота A (2) — Округ Сарри — капитан Джеймс Воу (погиб при Чанселорсвилле)
- Рота B — Округ Уильсон. Капитан Джон Ховард (Погиб при Энтитеме)
- Рота C (1) — «Topsail Rifles» — Округ Картерет — капитан Пул. (Рота была переведена в артиллерию и Пул стал полковником 10-го северокаролинского пехотного/1-го северокаролинского артиллерийского)
- Рота C (2) — «Rip Van Winkles» — округ Уэйн — Гидеон Робертс (лейтенант Уильям Фэирклос[англ.] стал капитаном в 1862, а потом квартирмейстером полка[2])
- Рота D — округ Уэйн — кап. Вальтер Стеллингс (убит 18 июля 1864 года)
- Рота E (1) — Округ Нэш
- Рота E (2) — «Guilford Guards» — Округ Джилфод
- Рота F — Округ Гревен — кап. Хью Коль
- Рота G — «Jones Rifle Guards» — Округ Джонс — кап. Харви Соер (погиб при Малверн-Хилл)
- Рота H — Округ Уэйн
- Рота I — «Beaufort Rifles» — Округ Гревен
- Рота K — «Elm City Rifles» — Округ Гревен

## Знамя
Первое время полк использовал шелковое трехцветное знамя, на котором находилась вертикальная красная полоса и две горизонтальных — синяя и белая. Это знамя было потеряно в бою при Чанслорсвилле. После боя полк получил новое, в виде Южного Креста. Этот флаг был потерян при Геттисберге.

## Боевой путь

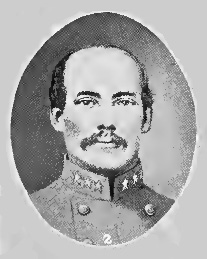
Полковник Чарльз Тью

Полк провел некоторое время в лагере под Гаррисбергом, рядом с лагерем 4-го Северокаролинского полка. Летом его переправили в Северную Вирджинию, и он провел 6 месяцев в тренировках на берегу реки Потомак. Когда федеральная армия Бернсайда высадилась в Северной Каролине и захватила Нью-Берн, полк отправили к Голдсборо, а затем — в лагерь Кэмп-Уиат около форта Фишер. В июне 1862 года полк был переведен под Ричмонд. Он не успел принять участие в сражении при Севен-Пайнс, но после него был включен в северокаролинскую бригаду Джорджа Андерсона и принял участие в сражениях Семидневной битвы — в боях при Бивердем-Крик и при Малверн-Хилл. В этих боях полк потерял 116 человек.
В Северовирджинской кампании и втором сражении при Булл-Ран бригада Андерсона не была задействована. В ходе Мерилендской кампании бригада участвовала в сражении у Южной горы, а 17 сентября 1862 году стояла в центре позиций Северовирджинской армии под Шарпсбергом. Во время атаки федералов был ранен генерал Андерсон, и командование принял полковник Тью. Вскоре Тью получил смертельное ранение. Его тело так и не был обнаружено после сражения. Командование временно принял капитан Гидеон Макробертс. При Энтитеме полк потерял 50 человек. Погиб так же Джон Ховард, капитан роты В.
После Энтитема командиром бригады стал Стивен Рамсер, а 2-й Северокаролинский полк возглавил подполковник Уильям Бинам. Под его командованием полк участвовал в сражении при Фредериксберге.
В начале 1863 года Уильям Бинам подал в отставку и командиром полка стал Уильям Раффин Кокс. Полк теперь числился в дивизии Роберта Роудса, в бригаде Рамсера.
В Первый день битвы при Геттисберге бригада Рамсера шла в резерве дивизии Роудса, и когда сорвалась первая атака дивизии, генерал Роудс послал в бой бригаду Рамсера. В этот момент федеральная бригада Пола уже отступала с позиции, а 16-й Мэнский полк был оставлен для прикрытия отступления. 2-й Северокаролинский вместе с 4-м атаковали федеральную позицию с севера, а 14-й и 30-й с запада. 16-й Мэнский был почти уничтожен, более 800 человек попали в плен.